# زاندکوم
زاندکوم شهری در شهرستان سابسه در استان بام در بورکینافاسوی شمالی است و جمعیت آن ۱۵۶۰ نفر است.